# Warnau (Havelberg)
Warnau is een dorp en voormalige gemeente in de Duitse deelstaat Saksen-Anhalt, en maakt deel uit van de Landkreis Stendal.
Warnau telde in 2021, volgens de website van de gemeente Havelberg, 230 inwoners. Het ligt ongeveer 13 km ten zuidoosten van het stadje Havelberg. Slechts één kilometer ten noordoosten van Warnau ligt Garz.

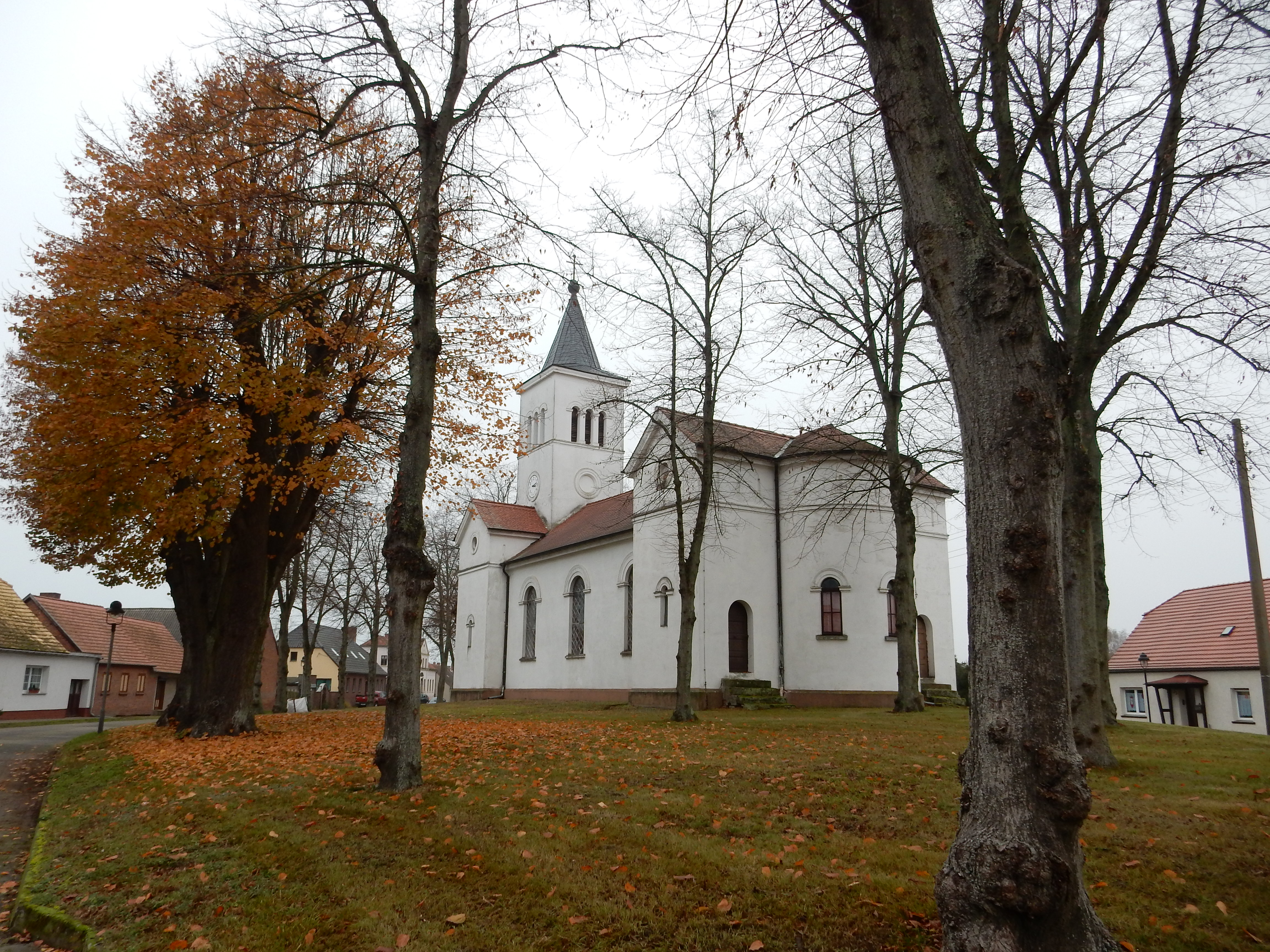
Dorpskerk te Warnau (bouwjaar 1840)

In 1838 werd het dorp Warnau, inclusief de kerk, geheel door brand verwoest, en daarna spoedig herbouwd.
De voormalige zelfstandige gemeente Warnau is op 1 januari 2005 geannexeerd door de stad Havelberg. Voor verdere informatie zie aldaar.